# Cyclopogon hirtzii
Cyclopogon hirtzii är en orkidéart som beskrevs av Dodson. Cyclopogon hirtzii ingår i släktet Cyclopogon, och familjen orkidéer. Inga underarter finns listade i Catalogue of Life.